# Eriovixia napiformis
Eriovixia napiformis là một loài nhện trong họ Araneidae.
Loài này thuộc chi Eriovixia. Eriovixia napiformis được Tord Tamerlan Teodor Thorell miêu tả năm 1899.